# پرسلاوا
پرسلاوا کولِوا ایوانُوا (بلغاری: Преслава Колева Иванова؛ زادهٔ پتیا کولِوا ایوانُوا بلغاری: Петя Колева Иванова در ۲۶ ژوئن ۱۹۸۴)، که بیشتر با نام هنری پرسلاوا شناخته می‌شود، خواننده‌ای اهل بلغارستان است. او یکی از چهره‌های کلیدی موسیقی مدرن بلغاری به‌شمار می‌رود و از زمان آغاز فعالیت خود در سال ۲۰۰۴، بیش از ۶۰ جایزه کسب کرده است.
اوایل زندگی پرسلاوا در دوبریچ سپری شد و در مدرسه‌ای با گرایش موسیقی به آموزش گدولا و آواز در گروه کر پرداخت. در تابستان ۲۰۰۳، او به صوفیه نقل مکان کرد و با شرکت در مسابقات موسیقی، توجه تهیه‌کنندگان را جلب کرد. اولین آهنگ موفق او، "Niamash Sarce" (دل نداری)، در سال ۲۰۰۴ منتشر شد که نسخه بلغاری آهنگ "Ravno Do Kosovo" از ماریا ساویچ بود.
پرسلاوا با انتشار آلبوم‌های متعدد و تک‌آهنگ‌های موفق، به یکی از محبوب‌ترین هنرمندان در صنعت موسیقی بلغارستان تبدیل شد. او همچنین در جوایز موسیقی مختلف حضور داشته و جوایز متعددی را کسب کرده است. زندگی شخصی پرسلاوا نیز مورد توجه رسانه‌ها بوده است. او در سال ۲۰۱۸ نام خانوادگی خود را به پرسلاوا کولوا ایوانوا تغییر داد.
پرسلاوا با صدای گرم و حضور پرانرژی خود در صحنه، تأثیر بسزایی در موسیقی معاصر بلغارستان داشته و به عنوان یکی از نمادهای موسیقی پاپ-فولک این کشور شناخته می‌شود.

## زندگی و حرفه

### اوایل زندگی (۱۹۸۴–۲۰۰۳)
پتیا کولِوا ایوانُوا در ۲۶ ژوئن ۱۹۸۴ در دوبریچ، بلغارستان به دنیا آمد. مادرش، یانکا تونچِوا، خیاط بود و پدرش، کولیو تونچِف، راننده مسابقات اتومبیل‌رانی در سطح جهانی بود. ایوانُوا خواهری بزرگ‌تر به نام ایوِلینا دارد که خوانندهٔ فولکلور است. او اولین بار در سن ۷ سالگی آواز خواند. علی‌رغم مخالفت والدینش، از ۱۵ سالگی در کلوب‌های شبانه به اجرا پرداخت. او تحصیلات موسیقایی خود را در رشته آواز فولکلور با گرایش گادولکا به پایان رساند.

### آغاز حرفه و پرسلاوا (۲۰۰۴)
در زمستان ۲۰۰۴، میلکو کالایدژیف، خواننده مشهور شرکت پاینر، از او دعوت کرد تا با گروهش در چند اجرا همکاری کند. تحت تأثیر استعداد چشم‌گیر او، به پرسلاوا کمک کرد تا وارد شرکت شود. در آغاز سال ۲۰۰۴، اولین آهنگش با عنوان «اخاذی لطیف» (Nezhen reket) را در قالب دوئت با میلکو کالایدژیف منتشر کرد. در همان سال، نام هنری پرسلاوا را برگزید و مسیر هنری خود را تغییر داد. در حالی که آثار اولیه‌اش در سبک فولک پاپ بودند، آهنگ‌های بعدی‌اش مانند «کلمه‌ای برای وفاداری» (Duma za vyarnost)، «این شب دیوانه‌وار» (Tazi nosht bezumna) و «عزیزم» (Mili moy) دارای صدایی مدرن‌تر بودند. این قطعات در نخستین آلبومش با عنوان پرسلاوا که در دسامبر منتشر شد، قرار داشتند و شامل ۱۶ آهنگ بود. این آلبوم بسیار مورد استقبال قرار گرفت و در جوایز سالانه مجله نو فولک جایزه «آلبوم سال» را دریافت کرد. در همان مراسم، او جایزه «پدیده و آغاز سال» را نیز از آن خود کرد. در جوایز موسیقی سالانه تلویزیون پلَنِتا در سال ۲۰۰۴، جوایز «بهترین آغاز سال» و «موفق‌ترین هنرمند سال» به او تعلق گرفت. او در سال ۲۰۰۳ چشمه ژِتیووا را در مِرامور ساخت.

### آرزوی شیطانی و دسَیسه (۲۰۰۵–۲۰۰۶)
در بازه آوریل تا ژوئن ۲۰۰۵، دو تک‌آهنگ جدید با عنوان‌های «آرزوی شیطانی» (Dyavolsko zhelanie) و «برای همیشه از آن تو» (Zavinagi tvoya) منتشر شدند. هر دو آهنگ به‌ویژه «آرزوی شیطانی» با استقبال بسیار خوبی مواجه شدند و آهنگ دوم موفق به دریافت جایزه «آهنگ سال» در جوایز موسیقی سالانه پلنتا تی‌وی در سال ۲۰۰۵ شد. پرسلاوا برای نخستین بار در تور تابستانی پلنتا تی‌وی شرکت کرد. در نوامبر همان سال دومین آلبومش با عنوان آرزوی شیطانی منتشر شد و هم‌زمان موزیک ویدئویی از تک‌آهنگ جدیدش «واژه‌های پایانی» (Finalni dumi) نیز ارائه شد. او در جوایز سالانه نو فولک در سال ۲۰۰۵ عنوان «موفق‌ترین هنرمند سال» را کسب کرد. در آوریل ۲۰۰۶ تک‌آهنگ جدیدی به نام «و وقتی سحر فرا می‌رسد» (I kogato samne) منتشر شد که موفق به کسب عنوان «آهنگ سال» در جوایز موسیقی پلنتا تی‌وی و نو فولک در همان سال شد. او مجدداً در تور تابستانی پلنتا تی‌وی شرکت داشت. در پایان سال ۲۰۰۶، دو تک‌آهنگ دیگر با نام‌های «قسمت می‌دهم» (Zaklevam te) و «دروغه» (Lazha e) منتشر شدند و هم‌زمان سومین آلبوم استودیویی‌اش با عنوان دسَیسه (Intriga) نیز ارائه شد. «دروغه» نخستین آهنگ راک او بود.

## زندگی شخصی
از اواخر سال ۲۰۱۷، او با تاجر بلغاری، پاوِل لازاروف، وارد رابطه شد. در ۱۴ سپتامبر ۲۰۱۸، او دختری به نام پائولا به دنیا آورد.

## دیسکوگرافی
پرسلاوا فعالیت حرفه‌ای خود را با آلبوم نخستش به نام «پرسلاوا» در سال ۲۰۰۴ آغاز کرد. این آلبوم با سبکی تازه در فضای فولک پاپ مدرن معرفی شد و به‌سرعت محبوب شد. ترانه‌هایی چون «Duma za vyarnost» و «Tazi nosht bezumna» با صدای خاص و اجرای احساسی‌اش باعث شدند تا این اثر عنوان "آلبوم سال" را کسب کند و شروعی قدرتمند برای او رقم بخورد. در سال ۲۰۰۵، با انتشار آلبوم دومش «آرزوی شیطانی (Dyavolsko Zhelanie)»، جایگاه خود را به‌عنوان یکی از چهره‌های مطرح موسیقی پاپ-فولک بلغار تثبیت کرد. ترانهٔ اصلی این آلبوم با استقبال زیادی مواجه شد و به "ترانه سال" تبدیل گشت.
در ادامه، آلبوم «دسَیسه (Intriga)» در سال ۲۰۰۶ نشان از جسارت او در تجربه سبک‌های جدید داشت. این آلبوم نخستین مواجههٔ پرسلاوا با فضای راک بود و ترانهٔ «Lazha e» در همین راستا مورد توجه قرار گرفت. سال ۲۰۰۷ آلبوم «من فرشته نیستم (Ne Sam Angel)» با لحنی احساسی‌تر و مضمونی عاشقانه منتشر شد که مخاطبانش را بیشتر با ابعاد شخصی‌تر شخصیت هنری او آشنا کرد. 
در سال ۲۰۰۹، با انتشار آلبوم «مواظب دوست‌دخترهات باش (Pazi Se Ot Priyatelki)»، او به مسائل اجتماعی و روابط میان زنان و مردان پرداخت. این اثر، نگاهی هشداردهنده و زنانه به روابط داشت و به‌خوبی در میان هوادارانش جا باز کرد. دو سال بعد، آلبوم «چطور بهت میاد؟ (Kak Ti Stoi)» در ۲۰۱۱، با فضایی شاد و پرانرژی عرضه شد و بیشتر برای مهمانی‌ها و اجراهای زنده مناسب بود.
پس از وقفه‌ای چند ساله، پرسلاوا در سال ۲۰۱۹ با آلبوم «بسوزه در عشق (Da gori v lyubov)» بازگشت؛ اثری پخته‌تر و عمیق‌تر از نظر مضمون و اجرا، که تجربه‌های عاشقانه تلخ و شیرین را بازتاب می‌داد و مورد تحسین منتقدان قرار گرفت. سرانجام، در سال ۲۰۲۴، جدیدترین آلبوم او با نام «خیابان (Ulitsata)» منتشر شد. این اثر به زندگی شهری، روابط مدرن و پیچیدگی‌های اجتماعی امروز می‌پردازد و بلوغ کامل هنری پرسلاوا را به نمایش می‌گذارد.
آلبوم‌ها:
- پرسلاوا (۲۰۰۴):
- آرزوی شیطانی (Dyavolsko Zhelanie / Дяволско желание) (۲۰۰۵)
- دسَیسه (Intriga / Интрига) (۲۰۰۶)
- من فرشته نیستم (Ne Sam Angel / Не съм ангел) (۲۰۰۷)
- مواظب دوست‌دخترهات باش (Pazi Se Ot Priyatelki / Пази се от приятелки) (۲۰۰۹)
- چطور بهت میاد؟ (Kak Ti Stoi / Как ти стои) (۲۰۱۱)
- بسوزه در عشق (Da gori v lyubov / Да гори в любов) (۲۰۱۹)
- خیابان (Ulitsata / Улицата) (۲۰۲۴)